# Horst Zickelbein
Horst Zickelbein (* 20. Dezember 1926 in Frankfurt (Oder); † 1. Juli 2024 auf Bornholm) war ein deutscher Maler und Grafiker.

## Werdegang
Der Sohn eines Tiefbauarbeiters und einer Heimarbeiterin wurde als erstes von vier Kindern geboren. Nach dem Besuch der Volksschule absolvierte er von 1941 bis 1943 eine Lehre als Dekorateur. Durch die Einberufung zum Arbeitsdienst kam es zum Abbruch der Lehre. Von 1943 bis 1945 leistete Zickelbein Kriegsdienst. Er war Flugschüler und bekam eine Ausbildung zum Fallschirmjäger. 1945 kam er in Kriegsgefangenschaft und kehrte 1947 nach Frankfurt (Oder) zurück.
Ersten Malunterricht bekam er bei Gerhard Steffen. 1948 zog er nach Berlin und besuchte die Fachschule für Grafik und Buchgewerbe. 1950–1955 belegte er ein Studium der Wandmalerei an der Hochschule für Bildende und Angewandte Kunst Berlin-Weißensee bei Horst Strempel und Bert Heller. 1950 heiratete er die Grafikerin Eva Walther, 1951 folgte die Geburt des Sohnes Thomas. Ab 1955 war er Mitglied im Verband Bildender Künstler bis zu dessen Auflösung 1990. 1955–1958 war er Meisterschüler an der Deutschen Akademie der Künste bei Heinrich Ehmsen, zeitgleich mit Manfred Böttcher, Ernst Schroeder, Harald Metzkes, der bei Otto Nagel Meisterschüler war und Werner Stötzer, der Meisterschüler bei Gustav Seitz und Fritz Cremer war. Über Heinrich Ehmsen lernte Horst Zickelbein dessen Frau Lis Bertram-Ehmsen kennen, mit der ihn eine lebenslange Freundschaft verband. In den 1950er Jahren begann er, sich künstlerisch mit dem Werk Pablo Picassos und Bernard Buffets auseinanderzusetzen. Erste Darß-Aufenthalte folgten, wo Bilder wie Toter Fischer und Tonnenreiten in Ahrenshoop entstanden. Ab 1958 war Horst Zickelbein freiberuflich in Berlin tätig.
1960 bekam er im Rahmen eines Förderstipendiums des Kulturbundes Berlin-Weißensee gemeinsam mit Ronald Paris einen Arbeitsaufenthalt in der LPG Wartenberg und eine gemeinsame Ausstellung im Gewächshaus der LPG. Erste Grafiken entstanden dort. Bis 1990 beschäftigte er sich mit der Lithografie und dem Farboffsetdruck. 1960 und 1962 reiste er nach Rumänien. Hier lernte er den rumänischen Maler und Bildhauer Ion Nicodim kennen. 1961 war er an der Meisterschüler-Ausstellung Junge Künstler. Malerei in der Akademie der Künste beteiligt. Harald Metzkes, Manfred Böttcher, Ernst Schröder und Horst Zickelbein wurden von der Kunstkritik in der Presse attackiert und des Formalismus verdächtigt. 1962 schuf Zickelbein einen Wandkeramikfries für das Funkversuchswerk in Berlin-Adlershof (nicht mehr erhalten). 1962 eröffnete das Kunstkabinett für Lehrerweiterbildung in Berlin-Weißensee mit einer Ausstellung Horst Zickelbeins. 1963 bezog er ein Atelier am Berliner Kollwitzplatz. 1964 trennte er sich von Eva Walther und begann eine Lebenspartnerschaft mit der Grafikerin und Kinderbuchillustratorin Stephanie Bluhm. Wiederholt hielt er sich auf dem Darß auf, u. a. gemeinsam mit Siegfried Korth, Karlheinz Wenzel und Hanfried Schulz. Auf dem Darß lernte Zickelbein Hans Kinder kennen, mit dem er bis zu dessen Tod freundschaftlich verbunden blieb. Nach einer kurzen Phase einer an dem Vorbild Cézannes geschulten Malerei folgte eine Auseinandersetzung mit dem Werk Soutines und Pollocks. Zickelbein wandte sich einer dynamischen Formensprache zu und es entstanden Werke wie Rückenakt 1964, Farnstädt 1965, Stehender Akt 1965 und Ansicht vom Kollwitzplatz.
1965 hatte Zickelbein einen Aufenthalt in Jugoslawien. 1965/66 realisierte er gemeinsam mit Hans Vent das Wandbild Kosmos für die Betriebsgaststätte DIA Chemie (heute demontiert). 1967 wurde sein Sohn Stefan geboren. 1969–1974 erhielt er auf ausdrückliche Fürsprache Fritz Cremers einen Auftrag zum Wandbild für die Stadthalle Karl-Marx-Stadt (heute Chemnitz) zum Thema: „Kopernikus und die Befreiung der Wissenschaften“ (später von den Auftraggebern umbenannt in „Die Befreiung der Wissenschaft durch die sozialistische Revolution“). Parallel entstanden zahlreiche expressive, teils psychogrammartige farbstarke Faserstiftzeichnungen. Sie sind eine eigenwillige Antwort auf die Pop-Art und werden als provokanter Abschied von der sog. Berliner Schule gewertet.
1970 heiratete Horst Zickelbein Stephanie Bluhm, gab das Atelier am Kollwitzplatz auf und zog nach Berlin-Kaulsdorf um.
1978 und 1979 reiste er nach Zypern. 1979 hatte er eine Ausstellung in Nikosia (mit Barbara Müller-Kageler). Das Erlebnis Zypern inspirierte ihn zu neuen Formfindungen und zu einer Rückkehr zum malerischen Sensualismus der 1960er Jahre. Über die Entdeckung antiker Baureste, der Bruchkanten unterschiedlicher Gesteinsformationen und von Erosion geformter Fundstücke rückte das Fragment als Thema ins Zentrum des künstlerischen Interesses. Die verwendeten Dispersionsfarben anstelle der (seit den 1970er Jahren aufgegebenen Ölmalerei) bestimmte die matte, häufig mit weiß fein abgestufte Farbigkeit, die bis zur monochromen Malerei ausgereizt wurde, bis in die frühen 1990er Jahre. Schon früh verteidigte Horst Zickelbein seine „inneren Landschaften“ gegen einen engen Realismusbegriff. Wenngleich das bildnerische Vokabular stets aus Seherlebnissen geschöpft wurde, trat das Motivische hinter die Autonomie des Bildes zurück. Gerade diese Position bestärkte eine jüngere Künstlergeneration in der DDR, die einem starken Selbstentäußerungsdrang nachgebend nach neuen künstlerischen Orientierungen jenseits eines Natur-Auge-Programms oder politisch-thematischer Realismusvorstellungen suchte. 1986 folgte ein Parisaufenthalt und die Teilnahme am Festival Internationale de la Peinture in Cagnes sur mer sowie die Auseinandersetzung mit der École de Paris von Serge Poliakoff und Nicolas de Staël. Neben Landschaft und Figur finden sich im Werk Horst Zickelbeins immer Bezugnahmen zur Literatur. Die Wortbilder geliebter Literaten wie Thomas Bernhard, Paul Celan, Octavio Paz, Cioran, Fernando Pessoa oder Robert Lax haben seine Vorstellungswelten bereichert und zu Bildern von Intensität und Magie inspiriert (z. B. Raumgedichte 1985, Serie zu Octavio Paz, Unter dem Eisen des Mondes 1989, zu Thomas Bernhard). Neben der Tafelmalerei sind bis 1974 zahlreiche Wandbild- und Glasbildarbeiten entstanden.
1996 übersiedelte Zickelbein nach Bornholm. Es entstanden neue Werkgruppen, die dem Erleben der Landschaft geschuldet sind. Mehrfach unternahm er Reisen nach Venedig. Dank neuer Malmittel wandte er sich erneut der Ölmalerei zu.
Werke Zickelbeins befinden sich in öffentlichen Museen, u. a. in den Staatlichen Museen zu Berlin, der Stiftung Stadtmuseum Berlin, der Kunstsammlung der Akademie der Künste Berlin, in den Kunstsammlungen Chemnitz, den Staatlichen Kunstsammlungen Dresden, im Museum Junge Kunst Frankfurt Oder, im Staatlichen Museum Schwerin, in den Kunstsammlungen der Klassik Stiftung Weimar und in Privatbesitz.

## Fotografische Darstellung Zickelbeins (Auswahl)
- Christian Borchert: Der Maler Horst Zickelbein in seinem Atelier (aus einer Serie von Fotografien, 1975)[2]

## Preise
- 1977 Käthe-Kollwitz-Preis der Akademie der Künste (1990 zurückgegeben)
- 1986 Spezialpreis der Jury, Festival Internationale de la Peinture in Cagnes sur mer

## Ausstellungen und Publikationen
- 1960 Galerie konkret, Berlin (Beteiligung)
- 1961 Ahrenshoop, Kulturbund
- 1961 Ladengalerie Berlin (West), gemeinsam mit Hanfried Schulz
- 1962 Kunstkabinett im Institut für Lehrerweiterbildung Berlin-Weißensee, Faltblatt, Text: Lothar Lang
- 1965 Galerie im Turm, Berlin, Faltblatt
- 1966 Kunstkabinett im Institut für Lehrerweiterbildung, Berlin-Pankow, Faltblatt, Text: Lothar Lang
- 1969 H.Z. Gouachen, Lithografien, Zeichnungen. Galerie Wort und Werk, Leipzig
- 1974 Galerie Arkade Berlin, Katalogheft, Texte: Klaus Werner und Gottfried Riemann
- 1976 Galerie Eforie, Bukarest, Faltblatt, Text: Klaus Werner
- 1978 Galerie im Friedländer Tot, Neubrandenburg, Faltblatt
- 1979 Galerie Morpho, Nicosia, Zypern
- 1980 Galerie Nord, Dresden, Faltblatt
- 1980 Galerie des Kulturbundes Magdeburg
- 1981 Galerie im Turm, Berlin, Faltheft, Text:Horst Zickelbein, Textzitate von Klaus Werner, Lothar Lang und Glyn Hughes
- 1983 Galerie im Cranachhaus, Weimar (gemeinsam mit Friedrich Stachat), 1983, Katalogheft, Text: Rainer Krauß
- 1983 Berliner Atelier. Malerei Grafik, (Beteiligung). Katalog, Textbeitrag: Anita Kühnel
- 1984 Galerie am Prater, Berlin, Faltblatt
- 1986 Cagnes-Sur-Mer. Festival Internationale de la Peinture (Beteiligung), Preisträger
- 1986 Malerei Grafik. Galerie M, Berlin 1986, Katalogheft mit Textpassagen von H.Z., Klaus Werner, Lothar Lang, Anita Kühnel
- 1987 Retrospektive – Zeichnungen 1972‒1978, Galerie Mitte, Berlin, Katalogheft
- 1988 6. Triennale für Malerei in Sofia (Beteiligung), Preisträger
- 1989 Malerei. Galerie am Schönhof, Görlitz, Katalog, Text: Angela Lammert
- 1989 Galerie Rotunde, Berlin, Katalogheft, Text: Angela Lammert
- 1989 Joachim Pohl. Anstöße. Bilder einer neuen Generation. Berliner Malerei an der Wende zu den 1960er Jahren. Berlin, Katalog (Beteiligung)
- 1991 Galerie des Deutschen Künstlerbundes Berlin (zusammen mit Friedrich B. Henkel)
- 1991 H.Z. Malerei, Graphik, Zeichnungen, Collagen. Ephraimpalais Berlin, Katalog, Einführungstext: Anita Kühnel
- 1994 Galerie Alter Markt, Berlin-Köpenick, Katalog
- 1996 H.Z. Das grafische Werk. Städtische Galerie im Alten Rathaus Fürstenwalde
- 1996 Steinzeit H.Z./Seltmann. Malerei und Objekte. Galerie Sophienstraße Berlin
- 1997 Studio Bildende Kunst, Berlin, Faltblatt, Text: Anita Kühnel
- 2001 Marienkirche Frankfurt/Oder, Katalog, Text: Astrid Volpert
- 2001 Galerie am Wasserturm, Berlin
- 2002 Galerie Mitte, Berlin
- 2003 Kunstverein Schloss Willigrad bei Schwerin (gemeinsam mit Friedrich B. Henkel)
- 2005 H.Z. Malerei, Galerie am Falkenbrunnen, Dresden
- 2006 Galerie Parterre, Berlin, Faltblatt, Text: Anita Kühnel
- 2007 H.Z. Malerei, Grafik/Thomas Zickelbein-Skulptur. Galerie im Packschuppen, Glashütte (Baruth)
- 2007 Divertimenti. Malerei. Galerie Junge Kunst Frankfurt Oder, Faltblatt, Text: Anita Kühnel[3]
- 2014 HZ Malerei, Kunstgalerie Altes Rathaus Fürstenwalde
- 2015 Galerie Pohl, Berlin
- 2017 HZ. Sinnliche Botschaften. Galerie Pankow, Berlin, Katalog, Text: Anita Kühnel
- 2018 Obsessionen. Burg Beeskow[4]
- 2022 H.Z. Arbeiten aus 4 Jahrzehnten. ZeitGalerie Friedrichshagen (Berlin)